# Episodi di Berlino
La prima stagione della serie televisiva Berlino, composta da otto episodi, è stata pubblicata  dal servizio di streaming Netflix il 29 dicembre 2023.
| nº | Titolo originale                    | Titolo italiano                 | Pubblicazione    |                  |
| -- | ----------------------------------- | ------------------------------- | ---------------- | ---------------- |
| 1  | La energía del amor                 | L'energia dell'amore            | 29 dicembre 2023 | 29 dicembre 2023 |
| 2  | El ancla y el lobo                  | Ancora e Lobo                   | 29 dicembre 2023 | 29 dicembre 2023 |
| 3  | Póker de embriones                  | Poker di embrioni               | 29 dicembre 2023 | 29 dicembre 2023 |
| 4  | Un aquarium en la espalda           | Un acquario sulle spalle        | 29 dicembre 2023 | 29 dicembre 2023 |
| 5  | After Love                          | After Love                      | 29 dicembre 2023 | 29 dicembre 2023 |
| 6  | La noche de los limones             | La notte dei limoni             | 29 dicembre 2023 | 29 dicembre 2023 |
| 7  | La última virgen de occidente       | L'ultima vergine dell'Occidente | 29 dicembre 2023 | 29 dicembre 2023 |
| 8  | Un elefante en peligro de extinción | Un elefante in via d'estinzione | 29 dicembre 2023 | 29 dicembre 2023 |

## L'energia dell'amore
- Titolo originale: La energía del amor
- Diretto da: David Barrocal e Albert Pintó
- Scritto da: Esther Martínez Lobato, Álex Pina, David Barrocal e David Oliva

Berlino si separa dalla sua terza moglie, a Madrid. Decide allora di rimettersi in gioco e progettare un nuovo colpo con i suoi complici del passato: Keyla, un timido genio dell'elettronica; Roi, un abile scassinatore; Damián, professore universitario e criminale; Bruce, abile con le armi. La banda così riformata irrompe durante una cena formale chiedendo di un tale Antonio Valas, che obbliga a consegnar loro un calice franco del IV secolo. Giunti a Parigi, sono pronti per il grande colpo dopo che alla banda si è unita Cameron, una giovane donna che vive al limite. Il loro obbiettivo è rubare 63 gioielli, dal valore complessivo di 44 milioni di euro, divisi in 34 città, sfruttando l'asta che si terrà a breve proprio a Parigi dove saranno riuniti. Qui Damian danneggia il calice per farlo sembrare un reperto archeologico emerso dagli scavi. Con questo convincono un prete a iniziare gli scavi nel sottosuolo della sua chiesa, stratagemma che permette loro di avere accesso diretto alla la camera blindata. A occuparsi dei gioielli sarà François Polignac, direttore della casa d'aste, che Berlino e la sua banda inizia a spiare per sapere quando arriveranno tutti i gioielli. Nel frattempo, dalla cripta della chiesa, la banda ha accesso al sistema d'allarme del caveau della casa d'aste, che Keyla disattiva, mentre Roy apre le serrature e Cameron copre le tracce. Spiando l'appartamento di Polignac, Berlino scopre Camille, la bella moglie dell'uomo, e se ne invaghisce. La pedina e scopre che va a cantare, nottetempo, in un locale. Nelle catacombe iniziano gli scavi per raggiungere il seminterrato della casa d'aste. Allo stesso tempo il prete è intenzionato a portare il calice all'Università di Salamanca, per farlo analizzare, rischiando di smascherare l'intero colpo.

## Ancora e Lobo
- Titolo originale: El ancla y el lobo
- Diretto da: Albert Pintó
- Scritto da: Esther Martínez Lobato, Álex Pina, David Barrocal e David Oliva

Roi e Cameron devono riuscire a fermare padre Toureaux, il quale minaccia di recarsi all’Università Politecnica di Salamanca per prendersi il merito degli scavi attualmente in corso nella sua cripta, dove Berlino e la sua squadra lo hanno convinto si celino i resti della più antica chiesa di Parigi ma l'intervento dei due ex detenuti che lavorano nella chiesa si traduce in un rocambolesco inseguimento con il recupero del calice da parte loro che poi il prete decide di riportare a  Damián giudicando la cosa troppo pericolosa. Nel frattempo c’è amore nell’aria e nelle catacombe di Parigi, Keila a suo malgrado è fortemente attratta dalla mascolinità di Bruce e lo confida a Cameron che per distrarla improvvisa un festino a base di ballo e alcolici a cui si aggiungono Bruce e Roi. Nel frattempo Berlino prosegue nelle manovre di avvicinamento a Camille e si presenta in smoking credendo di accompagnarla all'Opera mentre in realtà si tratta di un club dark-punk che si chiana Opera ed alla fine della serata Camille è conquistata..

## Poker di embrioni
- Titolo originale: Póker de embriones
- Diretto da: David Barrocal e Albert Pintó
- Scritto da: Esther Martínez Lobato, Álex Pina, David Barrocal e David Oliva

### Trama
Il piano va avanti e dopo aver sabotato le telecamere di sicurezza in maniera tale che mostrino immagini della camera blindata vuota mentre la banda è in azione si procede al taglio della parete posteriore che potrà essere sollevata per permettere l'accesso all'interno del caveau per asportare i gioielli. Nel frattempo Berlino trascorre il suo tempo insieme a Camille e mentre sono a pranzo in un ristorante tristellato Camille si imbatte in suo marito François e deve inventare una storia per giustificare la sua presenza li in compagnia dell'uomo che viene spacciato per un borioso ed antipatico mercante d'arte spagnolo del quale lei non vede l'ora di liberarsi. Successivamente Camille e Berlino passano un weekend romantico e passionale in un resort di lusso ma Camille sbadatamente ha lasciato a casa il suo computer acceso e suo marito François ha letto tutta la corrispondenza tra i due scoprendo la tresca ma nonostante questo non vuole interferire lasciando libera Camille di vivere le sue esperienze. Camille comunica a Berlino che si la cosa è stata bella ma lei desidera rimanere nel suo matrimonio in quanto suo marito le ha finalmente comunicato il suo desiderio di avere un figlio e Berlino molto contrariato se ne va e mentre è sulla via del ritorno apprende che il colpo deve avvenire il giorno dopo perché sarà l'unica occasione in cui tutti i gioielli saranno all'interno del caveau ma lui sembra più preso dalla sua storia sentimentale che dal piano ed inveisce contro François. Anche Damián ha i suoi problemi personali, la moglie Carmen lo chiama e gli comunica che desidera la separazione.

## Un acquario sulle spalle
- Titolo originale: Un aquarium en la espalda
- Diretto da: Geoffrey Cowper
- Scritto da: Esther Martínez Lobato, Álex Pina, David Barrocal e David Oliva

### Trama
Tutti i gioielli sono nel caveau ed è arrivato il momento di mettere a segno il colpo, Berlino di ritorno dall'incontro con Camille arriva in ritardo ma la banda entra regolarmente in azione e tutto va secondo i piani fino a che un diverbio tra Berlino e Damián per cause relative alle loro storie personali provoca un rumore all'interno del caveau che insospettisce François Polignac che chiede ad una delle guardie di ispezionare l'anticamera costringendo la banda a ripristinare rapidamente l'ambiente. Nel frattempo Keila aveva registrato i video del caveau con i gioielli all'interno da mandare in loop mentre la banda era all'interno. Una volta scongiurato il pericolo i gioielli vengono asportati, l'acciaio del caveau viene saldato e dipinto ed ogni traccia del passaggio dei ladri viene cancellata ed i membri della banda tornano alla spicciolata all'hotel con la consegna di non uscire per nessun motivo. Berlino si reca insieme a Roi a casa di Polignac e dopo averlo narcotizzato con del cloroformio rimuove le videocamere dalla casa, ma una volta che Roi è uscito sottrae le chiavi dell'auto di François insieme a quella della casa di campagna di Chantilly e guidato dal navigatore vi si reca e lascia delle tracce che possano incriminare François per il furto, successivamente ritorna a Parigi rimettendo auto e chiavi al proprio posto e ritorna in hotel. Bruce è nel panico, non può lasciare Parigi perché il noleggio moto ha ancora il suo passaporto su file che anche se falso ha la sua foto e chiede a Keila di aiutarlo ad accedere all'ufficio per eliminare le prove uscendo nonostante il divieto imposto da Berlino.

## After Love
- Titolo originale: After Love
- Diretto da: Albert Pintó
- Scritto da: Esther Martínez Lobato, Álex Pina, David Barrocal, David Oliva e Lorena G. Maldonado

### Trama
Il furto viene scoperto e la polizia arresta François Polignac che viene incriminato dalle prove disseminate da Berlino che mette ancora una volta Camille di fronte ad una scelta: o lui o François, Camille sceglie François salvo poi cercare conforto da Berlino quando scopre che il marito è stato arrestato. Roi e Cameron hanno voglia di festeggiare e Roi davanti ad un night club ruba una macchina veloce per raggiungere un aerodromo in cui si disputano corse clandestine. Roi sfida il campione del posto che accetta di correre. Cameron fa vedere a Roi che ha portato con se la collana di diamanti rossi. Sui tetti delle due auto vengono fissati degli scarponi da sci e Cameron ed un'altra ragazza staranno in piedi sul tetto per tutta la durata della corsa reggendosi a delle cinghie. Roi è a un passo dalla vittoria quando il cellulare di Cameron squilla: è il suo ex fidanzato Jimmy, l'unico grande amore che lei abbia mai avuto. Il suo trauma riemerge e Cameron scongiura Roi di fermarsi perdendo così la corsa. Un lungo flashback ripercorre la sua storia d'amore e lei confessa a Roi che essendo Jimmy fosse un musicista affermato le rendeva impossibile dimenticarlo perché lo vedeva e sentiva continuamente fino ad impazzire. Roi la conforta ed insieme trovano rifugio a bordo di un aereo all'interno dell'hangar e Roi per farle provare una emozione adrenalinica mette in moto l'aereo avviandosi sulla pista di decollo mentre confessa di non saper pilotare, Cameron è spaventata e Roi spegne i motori a fine pista. Quando scendono dall'aereo Cameron si accorge di non avere più la collana.

## La notte dei limoni
- Titolo originale: La noche de los limones
- Diretto da: David Barrocal
- Scritto da: Álex Pina, Esther Martínez Lobato, David Oliva, Lorena G. Maldonado e Luis Garrido

### Trama
Camille non crede affatto che François sia implicato nella rapina e con una ineccepibile logica si avvicina di molto alla ricostruzione di quanto realmente accaduto. Dal momento che la polizia ha bloccato i conti bancari della famiglia Polignac Berlino mette a disposizione di Camille una grossa somma per le spese legali della difesa di François e lei loda la nobiltà d'animo dell'uomo. Roi confessa e Berlino di aver perso la collana venendo da lui perdonato. La polizia arresta la coppia di teppisti sull'auto rubata da Roi e trova la collana, dall'interrogatorio della coppia il Commissario Lavelle viene a sapere che Roi e Cameron sono spagnoli e contatta l'Europol spagnola. Damián, Roi e Cameron sono in fuga con il camper quando vengono fermati ad un posto di blocco e recitano la scena di una famiglia in viaggio per ricordare la madre morta da poche settimane, gli agenti sono ugualmente insospettiti e chiedono di perquisire interamente il mezzo quando Cameron afferra la finta urna contenente le ceneri della madre e fugge via in lacrime, gli agenti la rincorrono e poi mossi a compassione lasciano andare via la famiglia. Keila e Bruce sono su un pullman e vengono avvertiti da Berlino dei posti di blocco e consigliati di scendere e passare per i boschi, la coppia si accampa per la notte ma Keila uscita di notte per un bisogno viene morsa da una vipera e Bruce la porta in paese per le cure. Damián, Roi e Cameron si fermano per la notte in un camping dove una donna vedendo Damián avvilito e pensieroso gli offre una grossa bottiglia di limoncello e Damián, per diverse ragioni in preda allo sconforto la finisce tutta ubriacandosi pesantemente e telefonando alla moglie Carmen dalle toilettes mentre la donna che gli ha offerto il liquore ascolta la telefonata dalle toilettes delle donne realizzando così che la moglie di Damián non era morta tre settimane prima come lui le aveva detto. Dalla Spagna arriva per l'Europol l'Ispettore Alicia Sierra Montes.

## L'ultima vergine dell'Occidente
- Titolo originale: La última virgen de occidente
- Diretto da: David Barrocal
- Scritto da: Álex Pina, Esther Martínez Lobato, David Oliva, Lorena G. Maldonado e Luis Garrido

### Trama
Keila mentre Bruce la sta trasportando sulle spalle pensa che si sta innamorando che è forse è arrivato il momento di perdere la verginità, arrivati ad una strada Bruce cerca di fermare un camion dietro a cui viaggia un'auto della polizia che li prende a bordo. Giunti al pronto soccorso mentre Keila viene caricata sulla barella le cade il caricatore che aveva sottratto alla guardia di sicurezza dell'autonoleggio, uno dei poliziotti lo raccoglie ma Bruce prima che l'agente possa reagire lo disarma e lo prende in ostaggio insieme al collega. Damián intanto bussa alla porta della donna del limoncello per restituirle il bottiglione e dopo uno scambio di battute ed una iniziale esitazione trascorre un pomeriggio di intensa passione insieme a lei. Camille si reca insieme a Berlino a trovare François in carcere e lui accetta i soldi che Berlino gli mette a disposizione per l'avvocato a condizione che sia un prestito. Nel frattempo gli agenti che avevano fermato il camper al posto di blocco, non del tutto convinti dell'innocenza della "famiglia" l'hanno seguita ed osservano i due "fratelli" Roi e Cameron sul punto di baciarsi mentre sono a pesca e subito dopo vedono il tatuaggio delle corna di cervo sulla mano di Roi ed avvertono la centrale. Intanto dalla Spagna arriva a dare man forte ad Alicia Sierra Montes l'Ispettrice Raquel Murillo, Alicia è convinta che François sia un capro espiatorio usato dalla banda per depistare secondo la strategia della "mucca vecchia" e che quindi sia innocente e debba essere rilasciato. Damián torna a Parigi in moto a prendere Berlino all'hotel dove hanno uno scambio di battute sull'amore ed improvvisano un duetto canoro al ricevimento di due giovani sposi. L'avvocato interpellato da Camille e Berlino insiste che l'unica linea di difesa possibile per François è dichiararsi colpevole ma Berlino lo minaccia di terribili conseguenze se non cercherà di tirarlo fuori dal carcere. Camille che ha deciso di rompere definitivamente con Berlino si confronta con una sua amica che sottolinea come in genere a mettere nei guai il marito sia sempre l'amante. Camille durante l'abbraccio d'addio a Berlino gli sottrae la chiave elettronica della camera in cui trova i cannocchiali puntati su casa sua e tutte le prove che Berlino fa parte della banda di ladri che ha incastrato François. Intanto la polizia si prepara a fare irruzione nel camper dove sono Roi e Cameron mentre Bruce sempre tenendo i due poliziotti sotto la minaccia delle armi cerca di portare in salvo Keila.

## Un elefante in via d'estinzione
- Titolo originale: Un elefante en peligro de extinción
- Diretto da: David  e Albert Pintó
- Scritto da: Álex Pina, Esther Martínez Lobato, David Oliva, Lorena G. Maldonado e Luis Garrido

### Trama
La polizia sta per fare irruzione nel camper quando dall'interno partono dei colpi d'arma da fuoco che provocano la massiccia risposta e Roi attraverso un megafono cerca di negoziare, ma è solo un trucco in quanto sia il fucile che il megafono sono comandati da remoto e Roi e Cameron sono fuggiti nelle fognature attraverso la botola per sbucare poi in un autoporto e nascondersi sopra un camion di una ditta spagnola che li porterà in patria. Bruce preleva Keila dall'ospedale e mentre sono in fuga apprendono dalla radio che l'auto della polizia su cui si trovano è ricercata e si dirigono in un porto fluviale, nascondono i due agenti ammanettati in una barca a vela e gli iniettano un anestetico preso in ospedale e poi rubano un motoscafo fuggendo sul fiume. Keila riceve una chiamata da Berlino che le ordina di cancellare tutta la videosorveglianza dell'Hotel e lei dopo alcune difficoltà dovute alla mancanza di connessione riesce nell'intento. Raquel Murillo capisce che la base della banda deve essere l'Hotel Gioconda perché i fori trovati in casa Polignac dovevano contenere delle videocamere wireless con una raggio di trasmissione massimo di 100 metri e la polizia si reca all'hotel ma Berlino e Damián hanno già distrutto le prove e riescono a fuggire travestiti da membri del personale, poi convincono due riders a vendergli i loro scooter e le divise ed infine proseguono la fuga sulle montagne pedalando su delle mountain bike per arrivare per ultimi al punto di ritrovo dove già si trovano tutti gli altri e festeggiano insieme. Nel frattempo durante la fuga sia Bruce e Keila che Cameron e Roi si sono dichiarati amore reciproco.  Intanto Camille aprendo la scatola del contenuto della cassaforte del marito che le era stata riportata dalla polizia fa l'amara scoperta che François non solo la tradiva con un'altra donna ma aveva con lei anche un figlio e pertanto insieme a Susie interrompe la chiamata che stava facendo alla polizia per denunciare Berlino e decide di seguire il piano che Susie le suggerisce ovvero mettere in atto un ricatto. Berlino è a Madrid nella sua caffetteria preferita insieme ad una donna con cui ha passato la notte e la liquida dopo averle confessato che non riesce a dimenticare la donna di cui è innamorato e poco dopo non appena rientrato a casa Camille suona alla sua porta dicendogli che aveva atteso per giorni di vederlo nella caffetteria che lui le aveva nominato, lo fa parlare mentre Susie in strada registra tutto attraverso il microfono che Camille ha addosso, ma lei di fronte a Berlino non riesce a resistere alla passione e dopo essersi tolta il microfono si abbandona ad un rovente amplesso. Quando torna da lui per ricattarlo scopre che il nastro con incisa la sua confessione contiene solo musica e lui le dice che l'amore deve essere protetto perché è un elefante in via di estinzione e nonostante il ricatto sia fallito le consegna la sua parte di bottino di circa 3 milioni di euro, poi si incontra con Damián sugli spalti di una deserta Plaza de Toros ed insieme decidono di tornare a rubare.